# ديمورفوس
ديمورفوس هو قمر كويكبي صغير اكتُشف في عام 2003. يُعتبر قمر كوكب صغير في نظام ثنائي متزامن مع كويكب 65803 ديديموس الذي يُعتبر الكويكب الأساسي. بعد أن سُمي مؤقتًا إس/2003 (65803) 1 مع ألقاب غير رسمية مثل «ديديموس» و«ديديموون»، سُمي القمر باسمه الرسمي في 23 يونيو 2020 من قِبل مجموعة تسمية الأجرام الصغيرة (دبليو جي إس بي إم) التابعة للاتحاد الفلكي الدولي. يبلغ قطر ديمورفوس 170 مترًا (560 قدمًا)، ويُعتبر من أصغر الأجرام الفلكية التي حصلت على اسم دائم.

## الاكتشاف
اكتُشف الكويكب الرئيسي في عام 1996 من قبل جو مونتاني الذي يعمل ضمن مشروع سبيس واتش في جامعة أريزونا. تمت الموافقة رسميًا على اسم ديديموس في عام 2004. في عام 2003، اكتشف بيتر برافيك من مرصد أونديجوف في جمهورية التشيك أن هناك قمرًا يدور حول الكويكب الرئيسي. بالتعاون مع مساعديه، أكد باستخدام تقنية انزياح دوبلر في صور مرصد أريسيبو أن ديديموس نظام ثنائي.

## التسمية
الاسم مشتق من الكلمة اليونانية ديمورفوس، والتي تعني «ذو شكلين». اقتُرح الاسم من قبل عالم الكواكب كليومينيس تيجانيس من جامعة أرسطو في ثيسالونيكي. تم تغيير الاسم للسبب التالي: «كهدف لمهمتي دارت وهيرا الفضائيتين، سيصبح أول جرم سماوي في التاريخ يتغير شكله بشكل كبير نتيجةً للتدخل البشري (اصطدام مركبة دارت به)». أوضح تيجانيس أن الاسم «اختير تحسبًا للتغييرات التي ستطرأ على الكويكب. سوف يُعرف لنا بشكلين مختلفين للغاية، الشكل الذي ستراه مركبة دارت قبل الاصطدام به، والشكل الذي ستراه مركبة هيرا بعد سنوات».

## الخصائص
يدور الكويكب الرئيسي للنظام الثنائي، ديديموس، حول الشمس من على بعد مسافة تتراوح بين 1 و2.3 وحدة فلكية كل سنتين وشهر واحد (770 يوم). يتمتع مسار المدار بانحراف مداري يساوي 0.38 وزاوية ميل تساوي 3 درجات بالنسبة لمسار الشمس. وصل الكويكب إلى أقرب نقطة له عن الأرض في نوفمبر 2003 من على بعد 7.18 مليون كيلومتر. من المتوقع يمر بهذه النقطة مرة أخرى بعد 120 عامًا.
في الغالب، يتحرك ديمورفوس في مدار دائري تراجعي حول ديديموس، مع فترة مدارية تساوي 11.9 ساعة. يبلغ قطره نحو 160 متر (520 قدم) بينما يبلغ قطر ديديموس نحو 780 متر (2560 قدم).

## الاستكشاف
تخطط ناسا لإرسال مركبة فضائية تُسمى مركبة اختبار إعادة توجيه الكويكب المزدوج (دارت) في نوفمبر 2021. (تم تحديث تاريخ الانطلاق والاصطدام في المقال) ستصطدم المركبة الفضائية بديمورفوس في أكتوبر 2022. من المتوقع أن يؤدي التصادم إلى تقريب ديمورفوس وديديموس من بعضهما البعض بحيث تصبح فترة ديمورفوس المدارية أقصر بـ 10 إلى 20 دقيقة. ثم سترسل وكالة الفضاء الأوروبية مسبارًا يُسمى هيرا إلى ديمورفوس في عام 2024 لدراسة المسار الجديد لحركة النظام الثنائي.